# 9-я армия (Российская империя)
9-я армия (9 А) — формирование (общевойсковое оперативное объединение), образованное в начале Первой мировой войны из соединений и частей других армий, для удобства управления ими на данном участке фронта.
Полевое управление 9 А (штаб) образовано в августе 1914 года.
Расформирована в феврале — марте 1918 года.

## Состав
Состав 9-й армии в августе — сентябре 1914 года.
- Штаб армии: 6-й полев. жанд. эск., 1 сотня 9-го Уральск. каз. полка, 1 сотня л. гв. Казачьего полка, 2-я отд. телегр. рота, 1-я искровая рота, 6-я автомобильная рота, авиац. отряд XVI корпуса.
- Армейская конница: 13-я кав. дивизия; гвард. кав. бригада. Всего: 36 эск. и сотен, 8 пул. и 18 кон. орудий. Сводный конный корпус генерала Новикова: 5-я, 8-я и 14-я кав. дивизии. Всего: 72 эск.. 24 пул., 36 орудий.
- XVIII армейский корпус: 23-я и 37-я пех. дивизии; 16-й Оренбург. каз. полк; 29-я отд. донск. каз. сотня; 18-й морт. арт. дивизион; 18-й сапёрн. бат.; 18-й корп. авиац. отряд. Всего 32 бат., 6 сотен, 64 пул., 96 оруд., 4 сап. роты и 6 самолётов.
- XIV армейский корпус в составе: 18-й и 45-й пех. дивизий; 2-й стр. бригады с приданными частями; 80-я пех. дивизия; 31-я отд. сап. рота; 31-я отд. донск. каз. сотня; 46-й Донск. каз. полк; 26-й морт. арт. дивизион. Всего: 56 бат., 14 сот., 128 пул., 144 оруд., 5 сап. рот и 6 самолётов.
- XVI армейский корпус в составе: 45-й и 47-й пех. дивизий с приданными частями; 83-я пех. дивизия; 32-я сап. рота. Всего 48 бат., 11 сот., 96 пул., 144 оруд. и 5 сап. рот.
- Гвардейская стр. бригада: 8 бат., 16 пул, 32 орудия;
- 1-й, 2-й, 7-й и 11-й понтонные батальоны; две роты 12-го железнодорожного батальона; 6-й отд. полевой инженерный парк; 14-я воздухоплавательная рота.

Всего в 9-й армии: 96 (144) бат., 208 (304) пул., 131 (142) эск., 32 пул., 326 (470) оруд., 5 (10) сап. рот, 18 самолётов.
В ходе войны в разное время в составе армии находились 1-й гвардейский корпус, 2-й, 8-й, 10-й, 11-й, 12-й, 17-й, 22-й, 23-й, 24-й, 25-й, 26-й, 30-й, 32-й, 33-й, 36-й, 40-й, 41-й, 45-й и 48-й армейские корпуса, 2-й Кавказский армейский корпус, 2-й, 3-й, 5-й и 6-й кавалерийские корпуса.
10 — 11 марта 1915 года в составе 9-й армии согласно приказу главнокомандующего армиями Юго-Западного фронта генерала Н. И. Иванова был образован III-й конный корпус, впоследствии выполнявший зачастую более широкие задачи, нежели предписанные обычному корпусу: усиливаясь приданными ему частями, корпус образовывал группы войск. Формировал корпус и был его первым командиром генерал граф Ф. А. Келлер.
На конец 1917 года армия имела в своём составе:
- X армейский корпус
- XVIII армейский корпус
- XXVI армейский корпус
- XXIX армейский корпус
- XL армейский корпус
- II армейский корпус
- VI кавалерийский корпус

Осенью 1915 года штаб-квартира 9 А город Каменец-Подольск.

Штаб Юго-Западного фронта направил меня в 9-ю армию, составлявшую левое крыло не только нашего Юго-Западного, но и всего русско-германского фронта. С осени 1915 года и вплоть до весны 1916 года эта армия располагалась на позиции от Латача у Днестра до Бонна на Пруте, протяжением около 90 км. На севере она примыкала к позициям 7-й русской армии, а на юге — к румынской границе.
9-й армией командовал генерал П. А. Лечицкий, единственный в то время командующий армией, вышедший не из офицеров Генерального штаба, то есть не получивший высшего военного образования. Но зато это был боевой генерал: в русско-японской войне он командовал полком и был известен в войсках как энергичный военачальник. Уже в начале мировой войны 9-я армия наступала на Галицию с севера, от Варшавы. Весной 1915 года, когда немцы осуществили Горлицкий прорыв, 9-я армия вместе с другими отступила. Осенью 1915 года армия по-прежнему носила 9-й номер, но была совершенно иной по составу. Офицеры в ней были преимущественно из прапорщиков запаса или, вроде меня, окончившие ускоренные офицерские училища и школы прапорщиков, а также из подпрапорщиков, фельдфебелей и унтер-офицеров. Унтер-офицерами в большинстве своем стали отличившиеся в боях солдаты. Основную массу пехоты составляли крестьяне, прибывшие из запаса, или крайне слабо и наспех обученные новобранцы.

Генерал Лечицкий часто бывал в войсках, и мне не раз приходилось видеть его в различной фронтовой обстановке. Малоразговорчивый, но довольно подвижный, мне, молодому офицеру, он показался, однако, несколько дряхлым. — Василевский А. М. Дело всей жизни.

## Боевой путь
Боевой путь 9-й армии начался активным участием в Галицийской битве: прибыв на Юго-Западный фронт во второй половине августа 1914 года, армия была с ходе брошена в наступление, прорвала австро-венгерский фронт и преследовала противника до рубежа реки Сан.
С сентября 1914 года армия участвовала в Варшавско-Ивангородской операции, где её противником выступили уже германские войска. Первой целью германского наступления был разгром 9-й армии в районе Солец — Сандомир, но упорное сопротивление армии сорвало этот план. На втором этапе сражения 9-я армия совместно с 4-й армией форсировали Вислу под Ивангородом и нанесли крупное поражение 1-й австро-венгерской армии, вынудив её к беспорядочному отходу.
В Ченстохово-Краковской операции (ноябрь 1914 года) 4-я и 9-я армии Юго-Западного фронта начали наступление с целью осуществить прорыв обороны противника на рубеже Ченстохов—Краков, разгромить австро-венгерские 4-ю и 1-ю армии, германскую армейскую группу генерала Войрша и совместно с армиями левого крыла Северо-Западного фронта осуществить вторжение в Германию. В начале сражения обе русские армии прорвали фронт противника, отразили фронтальный и фланговые контрудары австро-германских войск, продвинулись до 50 километров, выйдя на подступы к Кракову и Ченстохову. Но в связи с немецким контрнаступлением севернее, в Лодзинской операции, из-за угрозы удара по тылам наступление Юго-Западного фронта было прекращено и часть сил армии отведена на выгодный рубеж обороны.
С января по апрель 1915 года армия участвовала в Карпатской операции, в апреле — начале мая 1915 г. провела успешную Заднестровскую операцию, захватив до 25 000 пленных. При начавшемся общем отходе русских войск в конце мая 9-я армия нанесла внезапный сильный контрудар (Прутская операция), захватил ещё свыше 16 000 пленных, 17 орудий и 78 пулемётов. В декабре 1915 года армия участвовала в неудачной наступательной операции на реке Стрыпа, потеряв до 22 000 человек.
В начале Брусиловского прорыва (конец мая 1916 года) 9-я армия прорвала фронт противника и нанесла тяжелое поражение 7-й австро-венгерской армии, форсировала реку Прут и 5 июня взяла Черновицы. Армия имела значительное количество конницы, применение которой могло принести большие результаты. В дальнейших боях к концу июня армия овладела всей Буковиной и Южной Галицией. В ноябре-декабре 1916 года совместно с 8-й армией наступала в Карпатах, спасая румынские войска от окончательного разгрома немцами. В декабре 1916 года армию передали в состав Румынского фронта. В кампании 1917 года действия армии ограничивались боями местного значения.
На конец 1917 года штаб располагался в Ботошани. Там он в декабре 1917 года был захвачен частями Центральной Украинской рады, завладевшей также складами и имуществом армии. После этого армейский солдатский комитет 9-й армии привлёк на свою сторону часть офицеров штаба армии, которые организовали прорыв войск 2-го, 18-го и 40-го армейских корпусов в расположение войск 8-й русской армии. При этом в штабе армии вспыхнуло ожесточённое противостояние: армейский комитет фактически отстранил от реальной власти командующего армией генерала А. К. Кельчевского и отказался выполнять приказы фактического командующего Румынским фронтом генерала Д. Г. Щербачёва (который исходя из опасности перехода армии на сторону большевиков пошёл на соглашение с Центральной радой). Не признал комитет и нового командующего Щербачёвым командующего армией А. М. Заболотного. Фактически армией руководил армейский комитет, в котором на первую роль выдвинулся прапорщик Софронов, Георгий Павлович (будущий советский генерал-лейтенант). Расформирование армии завершилось к марту 1918 года.

## Командующие
- 09.08.1914 — 18.04.1917 — генерал от инфантерии Лечицкий, Платон Алексеевич
- 18.04.1917 — 11.08.1917 — генерал-лейтенант Ступин, Георгий Владимирович
- 11.08.1917 — 09.09.1917 — генерал-лейтенант Черемисов, Владимир Андреевич
- ??.09.1917 — (вр.и.д. командующего) генерал-лейтенант Белозор, Юлиан Юлианович
- 09.09.1917 — 11.01.1918 — генерал-лейтенант Кельчевский, Анатолий Киприанович
- 11.01.1918 — 17.02.1918 — (вр.и.д. командующего) генерал-майор Заболотный, Аркадий Моисеевич[1][14]
- ??.12.1917 — ??.03.1918 — прапорщик Софронов, Георгий Павлович (фактически командовал армией)